# Macaca radiata
Macaca radiata é um Macaco do Velho Mundo da subfamília Cercopithecinae e gênero Macaca, endêmico do sul da Índia.Sua distribuição é limita pelo Oceano Índico e ao norte, pelos rios Godavari e Tapti, onde é substituído pelo macaco-rhesus. A mudança do uso da terra nas últimas décadas mudou os limites de sua distribuição com o macaco-rhesus, causando preocupação quanto ao seu estado de conservação.
É um animal diurno.
Tem entre 35 e 60 cm de comprimento, mais a cauda, que possio entre 35 e 68 cm. Machos pesam entre 5,5 e 9 kg, fêmeas entre 3,5 e 4,5 kg. Podem viver até 35 anos em cativeiro.
Se alimenta de frutos, nozes, sementes, flores e invertebrados. No sul da Índia, a espécie é comensal com o ser humano.
Duas subespécies foram reconhecidas:
- M. r. radiata
- M. r. diluta.